# ایلیا پروسکی
ایلیا پروسکی (به مقدونی: Ilče Pereski) بازیکن سابق فوتبال اهل مقدونیه شمالی است. او در فصل ۸۴–۱۳۸۴ لیگ برتر ایران برای پرسپولیس بازی کرد. راینر زوبل او را به‌عنوان «یک بازیکن بسیار خوب» توصیف کرده‌است.